# Asper Šumperk
Asper Šumperk je florbalový klub ze Šumperka. Klub byl založen v roce 2001 pod názvem FbC Asper Šumperk.
Mužský tým bude od sezóny 2025/2026 hrát druhou nejvyšší soutěž, 1. ligu, kam postoupil poprvé v předešlém ročníku Národní ligy.
Ženský tým hraje 2. ligu, tedy třetí nejvyšší ženskou florbalovou soutěž. V sezónách 2009/2010 až 2011/2012 hrál 1. ligu a na jednu sezónu 2012/2013 postoupil do Extraligy.

## Mužský tým
| Sezóna    | Úroveň | Soutěž       | Umístění | Poznámka                                                                     |
| --------- | ------ | ------------ | -------- | ---------------------------------------------------------------------------- |
| 2021/2022 | 4      | Divize       |          | Výhra v 2. kole play-down proti Hornets Brno ZŠ Horní – Postup do vyšší ligy |
| 2022/2023 | 3      | Národní liga |          | Vypadnutí ve čtvrtfinále play-off proti 1.FBK Sršni Rožnov p/R               |
| 2023/2024 | 3      | Národní liga |          | Vypadnutí ve čtvrtfinále play-off proti Zlín Lions                           |
| 2024/2025 | 3      | Národní liga |          | Vítězství ve finále play-off proti FBS Olomouc – Postup do vyšší ligy        |

## Ženský tým
| Sezóna                                                        | Úroveň | Soutěž    | Umístění | Poznámka                                                                                   |
| ------------------------------------------------------------- | ------ | --------- | -------- | ------------------------------------------------------------------------------------------ |
| 2008/2009                                                     | 3      | 2. liga   |          | Postup do vyšší ligy                                                                       |
| 2009/2010                                                     | 2      | 1. liga   |          | Udržení v lize                                                                             |
| 2010/2011                                                     | 2      | 1. liga   | 2.       | Prohra ve finále play-off proti FBŠ Jihlava – Prohra v baráži proti TJ Sokol Brno Židenice |
| 2011/2012                                                     | 2      | 1. liga   | 1.       | Vítězství ve finále play-off proti FBC UNITED Č. Budějovice – Postup do vyšší ligy         |
| 2012/2013                                                     | 1      | Extraliga | 11.      | 1. místo v baráži o udržení v Extralize – Tým se v další sezóně do soutěží nepřihlásil     |
| Tým byl obnoven v sezóně 2016/2017 a hraje regionální soutěže |        |           |          |                                                                                            |